# Alessandro Trotter
Alessandro Trotter (ur. 26 lipca 1874 w Udine, zm. 22 lipca 1967) – włoski  botanik, mykolog i entomolog.

## Życie i praca naukowa
Od dzieciństwa Trotter interesował się galasami i znał Carlo Massalongo i innych włoskich entomologów. Swoją pierwszą pracę naukową o galasach opublikował w 1897 roku w wieku 21 lat. W 1899 r. uzyskał stopień doktora na Uniwersytecie Padewskim i rozpoczął pracę jako asystent botaniki. Od 1899 do 1909 roku dużo podróżował po Włoszech, zbierając próbki grzybów i owadów oraz opublikował około 20 publikacji naukowych.  
Alessandro Trotter był żonaty z córką Pierre'a Andrei Saccardo. W 1900 roku zaczął publikować katalog galasów, w którym opisał 575 gatunków występujących we Włoszech. W 1902 roku Trotter założył na Uniwersytecie w Padwie czasopismo Marcellia na cześć Marcello Malpighiego. Został profesorem nauk przyrodniczych i fitopatologii w szkole winiarskiej w Avellino, a także profesorem fitopatologii w Instytucie Rolniczym w Portici. Zmarł w wieku 92 lat. 
Trotter przyczynił się do napisania 24 i 25 tomów Sylloge fungorum Pierre'a Saccardo. Okazy zielnika zebrane przez Alessandro Trottera są trzymane w Zielniku Uniwersytetu Portici w Neapolu i Zielniku Uniwersytetu w Padwie. Niektóre próbki zostały przekazane do Uniwersytetu w Helsinkach i budapeszteńskiego. Listy Trottera znajdują się w zbiorach ogrodu botanicznego w Genewie w Szwajcarii.
W naukowych nazwach utworzonych przez niego taksonów dodawane jest jego nazwisko Trotter.